# Śnieg (dramat Macieja Szukiewicza)
Śnieg. Baśń ludowa w 1 akcie, 3 obrazach – sztuka autorstwa Macieja Szukiewicza z 1897.

## Charakterystyka
Dzieło było pierwszym własnym dramatem autora i zostało napisane wczesną wiosną 1897 roku. Według tekstu pierwodruku była to baśń ludowa, a według afiszu teatralnego fantazja. Dramat jest sztuką jednoaktową i ma trzy odsłony. Wystawił go Tadeusz Pawlikowski na deskach Teatru Miejskiego w Krakowie 1 maja 1897 roku razem z Maskami autorstwa Roberto Bracco oraz Z dobrego serca napisanego przez Lucjana Rydla. Przedstawienie zaaranżowano z dużą starannością, z nowymi dekoracjami Jana Spitziara. Obsadę stanowili: Ludwik Solski, Władysław Roman, Irena Pomian i Tekla Trapszo. Fragmenty sztuki wyszły drukiem w krakowskim czasopiśmie studenckim Młodość (numery 3 i 4 z 1900 roku), natomiast całość w Poezjach Szukiewicza wydanych w Krakowie w 1901 roku, na stronach 119-155.

## Fabuła
Sztuka łączy w sobie dwa popularne w dobie modernizmu gatunki dramatyczne: obrazek z życia wsi i baśń. Stylistyka obrazka ludowego dominuje w odsłonie pierwszej, natomiast baśni w drugiej. Autor skupił się na dość znanym w Skandynawii i Rosji motywie tęsknoty bezdzietnego starca za potomstwem, choćby w formie śnieżnych bałwanów. Ulepione przez starca w pierwszej odsłonie postacie Mróz i Zawierucha wchodzą do izby, a stęskniony dzieci Szymon wita je, jak własne, prawdziwe. Roznieca dla nich ogień, który sprawia, że oba bałwany uciekają w popłochu, a starzec pogrąża się w rozpaczy. W ostatnim obrazie wiejski głupek, Bartek, niszczy stojące pod oknem postacie, co sprawia, że Szymon pada na podłogę, być może zemdlony, a być może martwy.

## Krytyka i znaczenie
Utwór nie był dojrzały scenicznie, stanowił mechaniczne naśladownictwo sztuk Gerharta Hauptmanna, Maurice'a Maeterlincka i innych, współcześnie znanych autorów. Piotr Chmielowski napisał, że ani rzewnością, ani świetnością fantazji, ani grozą, słowem żadnym poetyckim czynnikiem igraszka ta się nie odznacza. Poszczególne motywy nie są ze sobą dobrze zintegrowane.
Sztuka, mimo swych braków, była jedną z pierwszych prób wprowadzenia do literatury polskiej niektórych formalnych i tematycznych zdobyczy europejskiego dramatu modernistycznego. Istnieje duże prawdopodobieństwo, że dzieło oglądał Stanisław Wyspiański, którego postacie bałwanów zainspirowały do stworzenia własnych chochołów z Wesela. Dzieło zakończyło swój żywot sceniczny po premierze i przedstawieniu w dniu 4 maja 1897, które cieszyły się jednak sporym zainteresowaniem publiczności oraz, w większości nieprzychylnie usposobionych, recenzentów (np. Wilhelma Feldmana, Władysława Prokescha, czy Feliksa Konecznego).